# Zlatarić
Zlatarić (izvirno srbsko Златарић) je naselje v Srbiji, ki upravno spada pod Mesto Valjevo; slednja pa je del Kolubarskega upravnega okraja.
- Zlatarić vasi - panorama
- Zlatarić vasi - panorama
- Zlatarić vasi - panorama
- Zlatarić vasi - panorama
- Zlatarić vasi - panorama
- Zlatarić vasi - panorama
- vasi Zlatarić - vaško pokopališče

## Demografija
V naselju, katerega izvirno (srbsko-cirilično) ime je Златарић, živi 402 polnoletnih prebivalcev, pri čemer je njihova povprečna starost 43,5 let (43,3 pri moških in 43,7 pri ženskah). Naselje ima 143 gospodinjstev, pri čemer je povprečno število članov na gospodinjstvo 3,40.
To naselje je, glede na rezultate popisa iz leta 2002, večinoma srbsko, a v času zadnjih treh popisov je opazno zmanjšanje števila prebivalcev.
|  |

| Demografija | Demografija     | Demografija     |
| Leto        | Št. prebivalcev | Št. prebivalcev |
| ----------- | --------------- | --------------- |
|             |                 |                 |
|             |                 |                 |
|             |                 |                 |
|             |                 |                 |
| 1948        | 641             |                 |
| 1953        | 643             |                 |
| 1961        | 687             |                 |
| 1971        | 596             |                 |
| 1981        | 563             |                 |
| 1991        | 529             | 529             |
| 2002        | 486             | 486             |
|             |                 |                 |

| Etnična sestava po popisu iz leta 2002 | Etnična sestava po popisu iz leta 2002 | Etnična sestava po popisu iz leta 2002 | Etnična sestava po popisu iz leta 2002 | Etnična sestava po popisu iz leta 2002 |
| -------------------------------------- | -------------------------------------- | -------------------------------------- | -------------------------------------- | -------------------------------------- |
| Srbi                                   | Srbi                                   |                                        | 484                                    | 99,58%                                 |
| Makedonci                              | Makedonci                              |                                        | 1                                      | 0,20%                                  |
| Neznano                                | Neznano                                |                                        | 1                                      | 0,20%                                  |